# Sesiura flava
Sesiura flava är en fjärilsart som beskrevs av Max Wilhelm Karl Draudt 1915. Sesiura flava ingår i släktet Sesiura och familjen björnspinnare. Inga underarter finns listade i Catalogue of Life.